# Soul Revolution
Soul Revolution  es el tercer álbum de estudio de The Wailers, Producido por Lee Perry quien produjo su anterior producción Soul Rebels, fue lanzado en 1971. The Wailers mantienen el estilo musical del álbum anterior, como también mantienen su creatividad en la recreación de ritmos y estados de ánimo. las canciones poseen un sonido más relajado al incluirse canciones más convencionales y menos combativas. 
El grupo había debatido por el nombre del álbum si se llamaría Soul Revolution o Soul Revolution II, esto genera confusión al menos en sus primeros lanzamientos del LP en Jamaica, ya que la portada del álbum es nombrado como "Upsetter Records Present Soul Revolution Part II Bob Marley And The Wailers" debido a que se editaron dos discos, el primero es el álbum normal y el segundo disco es una versión instrumental del mismo, muchos años después en 1988 la discográfica Trojan relanzó el álbum con una portada diferente, aquí el nombre del álbum fue nombrado como "Bob Marley And The Wailers Soul Revolution 1 and 2".
Canciones como "Put it On" , "Duppy Conqueror", "Don't Rock My Boat" (renombrada posteriormente como Satisfy My Soul), "Sun Is Shining" y "Kaya" fueron regrabadas más tarde, las dos primeras para el álbum Burnin' de 1973, las otras tres canciones fueron regrabadas para el álbum Kaya de 1978.
Después del lanzamiento de este álbum, lanzaron canciones como sencillos como Trenchtown Rock, Lively Up Yourself, Concrete Jungle, entre otras más tarde en ese año, al año siguiente en 1972 en época de primavera los Wailers aterrizaron en Inglaterra para promocionar el sencillo Reggae on Broadway, pero no tuvo mucho éxito. Tras esto, Marley visitó los estudios de grabación de Island Records, que había sido la primera discográfica en interesarse por la música jamaicana, y pidió hablar con su fundador, Chris Blackwell. Blackwell conocía a los Wailers y les ofreció cuatro mil libras para grabar un álbum con los últimos avances tecnológicos de la industria musical, los mismos que gozaban las bandas de rock de la época.

## Lista de canciones
Todas las canciones fueron compuestas por Bob Marley, excepto donde se indique:

### Cara A
1. "Keep on Moving" (Rainford Hugh "Lee" Perry, Curtis Mayfield) – 3:09
2. "Don't Rock My Boat" – 4:33
3. "Put it On" – 3:34
4. "Fussing and Fighting" – 2:29
5. "Duppy Conqueror" – 3:25
6. "Memphis" – 2:09

### Cara B
1. "Riding High" (Neville Livingston , Cole Porter) – 2:46
2. "Kaya" – 2:39
3. "African Herbsman" (Richie Havens) – 2:24
4. "Stand Alone" – 2:12
5. "Sun Is Shining" – 2:11
6. "Brain Washing" (Marley, Livingston) – 2:41

### Canciones incluidas en lanzamientos para CD
1. "Soul Rebel" (Perry) - 2:46
2. "Mr. Brown" (Dracula) (Gregory Isaacs, Bob Marley) – 3:35
3. "Duppy Conqueror (version alternativa)" – 3:48 (solo en algunas ediciones)
4. "Kaya (version alternativa)" – 2:37 (solo en algunas ediciones)

Canciones como "Duppy Conqueror" y "African Herbsman" aparecen cada uno bajo los nombres de "Duppy Conqueror V/4" y "African Herbman" en el listado de canciones respectivamente, la primera canción, le faltan algunas partes vocales y su dub instrumental, a pesar de ser una versión instrumental del mismo contiene un par de partes vocales, Duppy Conqueror se lanzó como sencillo antes del lanzamiento de este álbum, allí la canción contiene todas las partes vocales, la segunda canción ha aparecido con el nombre corregido en lanzamientos posteriores.

## Soul Revolution Part II
Es una versión dub del primero, fue lanzado únicamente en jamaica, donde se incluyen versiones editadas de las canciones con algunas canciones agregadas:

### Cara uno
1. "Keep on Moving" (Rainford Hugh "Lee" Perry, Curtis Mayfield) – 3:04
2. "Don't Rock my Boat" – 4:28
3. "Put it On" – 3:32
4. "Fussing and Fighting" – 2:27
5. "Duppy Conqueror" – 3:23
6. "Memphis" – 2:09

### Cara dos
1. "Riding High" (Bunny Wailer, Cole Porter) – 2:43
2. "Kaya" – 2:38
3. "African Herbsman" (Richie Havens) – 2:20
4. "Stand Alone" – 2:10
5. "Sun Is Shining" – 2:09
6. "Brain Washing" – 2:40

### Disco 2: Dub Instrumentales
1. "Keep on Moving" (Lee "Scratch" Perry, Curtis Mayfield) – 3:06
2. "Don't Rock my Boat" – 4:32
3. "Put it On" 3:32
4. "Fussing and Fighting" – 2:28
5. "Duppy Conqueror" – 3:23
6. "Memphis" – 2:08
7. "Soul Rebel" – 2:54
8. "Riding High" (Bunny Wailer, Cole Porter) – 2:45
9. "Kaya" – 2:38
10. "African Herbsman" (Richie Havens) – 2:23
11. "Stand Alone" – 2:11
12. "Sun Is Shining" – 2:10
13. "Brain Washing" – 2:40
14. "Mr. Brown" (Gregory Isaacs, Bob Marley) – 2:53
15. "Soul Rebel (dub instrumental)" (Lee "Scratch" Perry) – 2:46
16. "Dracula" – 2:55

## Créditos
- Bob Marley – voz
- Peter Tosh – voz, melódica
- Bunny Wailer – voz
- Alva Lewis – guitarra
- Glen Adams – teclado
- Aston Barrett – bajo
- Carlton Barrett – batería
- Lee Perry – productor
- Errol Thompson - ingeniero

- Datos: Q968352